# Herringswell
Herringswell is een civil parish in het bestuurlijke gebied Forest Heath, in het Engelse graafschap Suffolk met 290 inwoners.